# MV Concordia Bay
El MV Concordia Bay es un buque que presta servicios regulares de transbordador en las Islas Malvinas desde noviembre de 2008.

## Características
El buque une las dos islas principales, llevando coches, pasajeros y carga. Funciona entre Puerto Mitre en la isla Gran Malvina y Puerto Nuevo en la isla Soledad, cruzando el estrecho de San Carlos. Tiene una terraza de 30 metros de longitud y 10 de ancho, suficiente para 16 One-Ten Land Rover (u ocho camiones de cuatro toneladas o equivalentes) y alojamiento para 30 pasajeros. El ferry tiene también una grúa que es capaz de levantar 10 toneladas a 7 metros. Además, también visita a algunas de las islas más pequeñas. También transporta combustible, agua potable y alimentos congelados para las estancias ovinas del Camp. Además, ha realizado viajes desde las islas a Montevideo y Punta Arenas.
Su dueño y operador es la empresa Workboat Services Ltd. con sede en Puerto Argentino/Stanley. El buque tiene su base en Puerto Nuevo.

## Historia
El buque fue construido en Malasia en 2006. Entre fines de 2007 y principios de 2008, con el fin de adaptar el buque para su operación en las islas, se sometió a extensas reconversiones en Malasia. Para la operación del ferry, se construyó una moderna terminal en Puerto Nuevo, que tuvo un coste de 1,5 millones de libras esterlinas. Con un año de construcción, fue el mayor proyecto realizado por el Departamento de Obras Públicas del gobierno colonial británico de las islas. La terminal fue inaugurada en una ceremonia celebrada en noviembre de 2008. Anteriormente, los buques entre las dos islas principales del archipiélago partían desde Puerto San Carlos, mientras que las operaciones de cargas se realizaban desde la capital isleña.
En 2012, el gobierno colonial emitió una estampilla alusiva al buque.